# Gospelkoret Joyful Voices
Gospelkoret Joyful Voices har eksisteret siden 1992 og er dermed Odenses ældste gospelkor. Koret er tilknyttet Baptistkirken i Odense og har årligt både gospel koncerter i og uden for kirken.
Koret består af omkring 60 medlemmer i en bred aldersgruppe, fra 15 år og opefter.
Koret har 4 stemmegrupper: Sopran, Alt, Tenor og Bas
Koret ledes af Caroline Møller Mouritsen sammen med korets faste pianist Theis Langland begge professionelle musikere